# Ismael Cruz Córdova

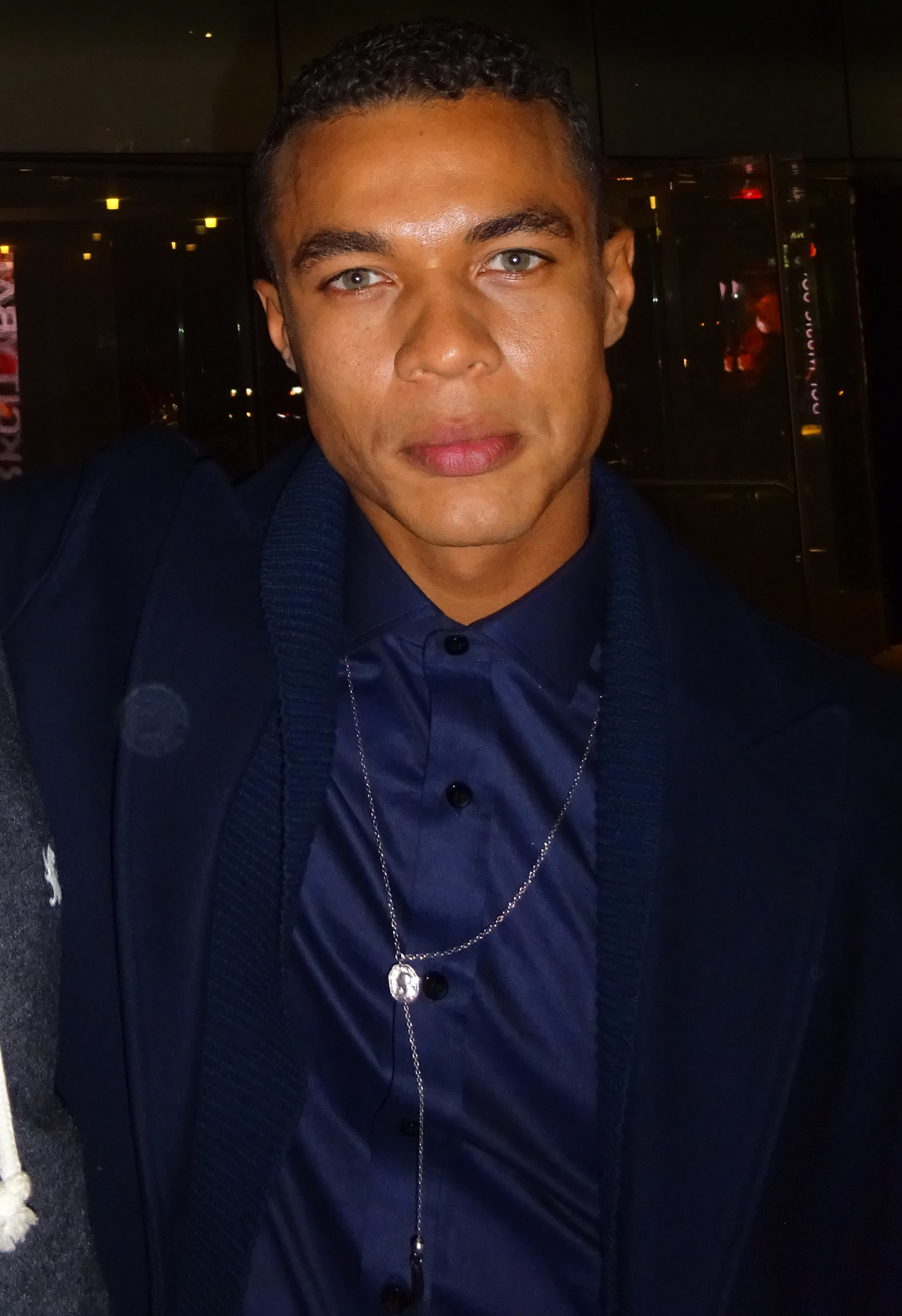
Ismael Cruz Córdova (2016)

Ismael Enrique Cruz Córdova (* 7. April 1987 in Aguas Buenas) ist ein puerto-ricanischer Schauspieler.

## Leben
Ismael Cruz Córdova wuchs in seiner Geburtsstadt Aguas Buenas auf. Während seiner Schulzeit dort wirkte er bereits in lokalen TV-Produktionen sowie Werbespots mit und trat dem Schauspielkurs seiner High School bei. Bis zu diesem Zeitpunkt hoffte er auf ein Sportstipendium, da er den Traum verfolgte, als Profischwimmer erfolgreich zu sein. Mit der Fokussierung auf das Schauspiel rückte er von diesem Plan ab. In seiner High School, in der bilingual unterrichtet wurde, lernte er Englisch. Nach dem Schulabschluss entschied er sich 2006 nach New York City zu ziehen. Dort studierte er Schauspiel an der Tisch School of the Arts, die er 2009 verließ. Zu Beginn seiner Schauspielkarriere jonglierte er zwischenzeitlich mit fünf verschiedenen Jobs.
2003 war er mit einem Auftritt im Film Bala perdida erstmals vor der Kamera zu sehen. Nach einer Rolle im Fernsehfilm El cuerpo del delito 2005, bekam er 2011 als Jimmy Patrick seine erste Fernsehrolle in den USA, die er wiederkehrend in Good Wife verkörperte. 2012 war er als Alejandro im Film White Alligator zu sehen. Von 2013 bis 2015 stellte er in der Sesamstraße die Figur Armando dar. 2014 verkörperte er als Manny eine zentrale Rolle im Actionfilm In the Blood. 2016 war er als Holliday im Filmdrama Die irre Heldentour des Billy Lynn des Regisseurs Ang Lee zu sehen. Zudem stellte er in diesem Jahr die Figur Hector Campos in der vierten Staffel der Serie Ray Donovan dar. 2017 stellte er eine Nebenrolle in der zweiten Staffel von The Catch dar und gehörte 2018 als Rafael Torres zur Hauptbesetzung der dritten Staffel von Berlin Station. Im Filmdrama Maria Stuart, Königin von Schottland stellte Córdova als real existierende historische Figur den italienischen Komponisten David Rizzio dar.
2019 verkörperte Córdova die Figur Qin im sechsten Kapitel der Serie The Mandalorian. Außerdem war er als Lino im Actionthriller Miss Bala zu sehen. 2020 stellte er Fernando Alves in der Serie The Undoing dar. Für die vom Streaminganbieter Amazon Prime konzipierte Serie Der Herr der Ringe: Die Ringe der Macht, die 2022 veröffentlicht wurde, wurde er in der Rolle des Elben Arondir in einer der Hauptrollen besetzt.

## Filmografie (Auswahl)
- 2003: Bala perdida
- 2005: El cuerpo del delito (Fernsehfilm)
- 2011: Good Wife (The Good Wife, Fernsehserie, 5 Episoden)
- 2012: White Alligator
- 2012–2013: Little Children, Big Challenges (Fernsehserie, 2 Episoden)
- 2013–2015: Sesamstraße (Sesame Street, Fernsehserie, 7 Episoden)
- 2014: In the Blood
- 2016: Exposed: Blutige Offenbarung (Exposed)
- 2016: The Pastor
- 2016: Ray Donovan (Fernsehserie, 10 Episoden)
- 2016: Die irre Heldentour des Billy Lynn (Billy Lynn's Long Halftime Walk)
- 2016: Divorce (Fernsehserie, Episode)
- 2017: The Catch (Fernsehserie, 3 Episoden)
- 2018: Maria Stuart, Königin von Schottland (Mary Queen of Scots)
- 2018–2019: Berlin Station (Fernsehserie, 10 Episoden)
- 2019: Miss Bala
- 2019: The Mandalorian (Fernsehserie, Episode 1x06)
- 2020: The Undoing (Miniserie, 6 Episoden)
- 2021: Life in Space (Settlers)
- 2022–2024: Der Herr der Ringe: Die Ringe der Macht (The Lord of the Rings: The Rings of Power, Fernsehserie)
- 2022: Guillermo del Toro’s Cabinet of Curiosities
- 2023: Finestkind
- 2025: The Pickup